# Pierre Le Gros, o Velho

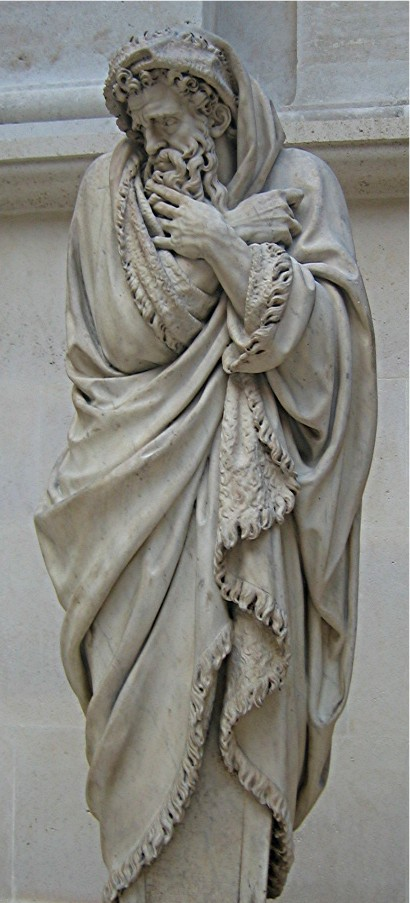
Inverno, atribuída a Pierre Le Gros

Pierre Le Gros, o Velho (Chartres 1629 — Paris 1714) foi um escultor da França.
Foi aluno de Jacques Sarrazin e ingressou na Academia Real de Pintura e Escultura em 1666, ano em que nasceu seu filho, Pierre Le Gros, o Jovem, também escultor. Trabalhou principalmente na decoração do Palácio de Versalhes e seus jardins, muitas vezes realizando esculturas projetadas por Charles Le Brun. Uma fonte de bronze criada por ele foi reproduzida em gravura e disseminada pela Europa, ajudando a divulgar a estética do Barroco francês. Casou-se primeiro em 1663 com Jeanne, irmã dos escultores Gaspard e Balthazard Marsy. Em segundas núpcias (1669) ligou-se a Marie, filha do gravurista Jean Le Pautre.